# 瓦濱站
瓦濱站（日语：／ Kawaragahama eki */?）是位於滋賀縣大津市中庄，屬於京阪電氣鐵道的石山坂本線停留場。車站編號為OT05。

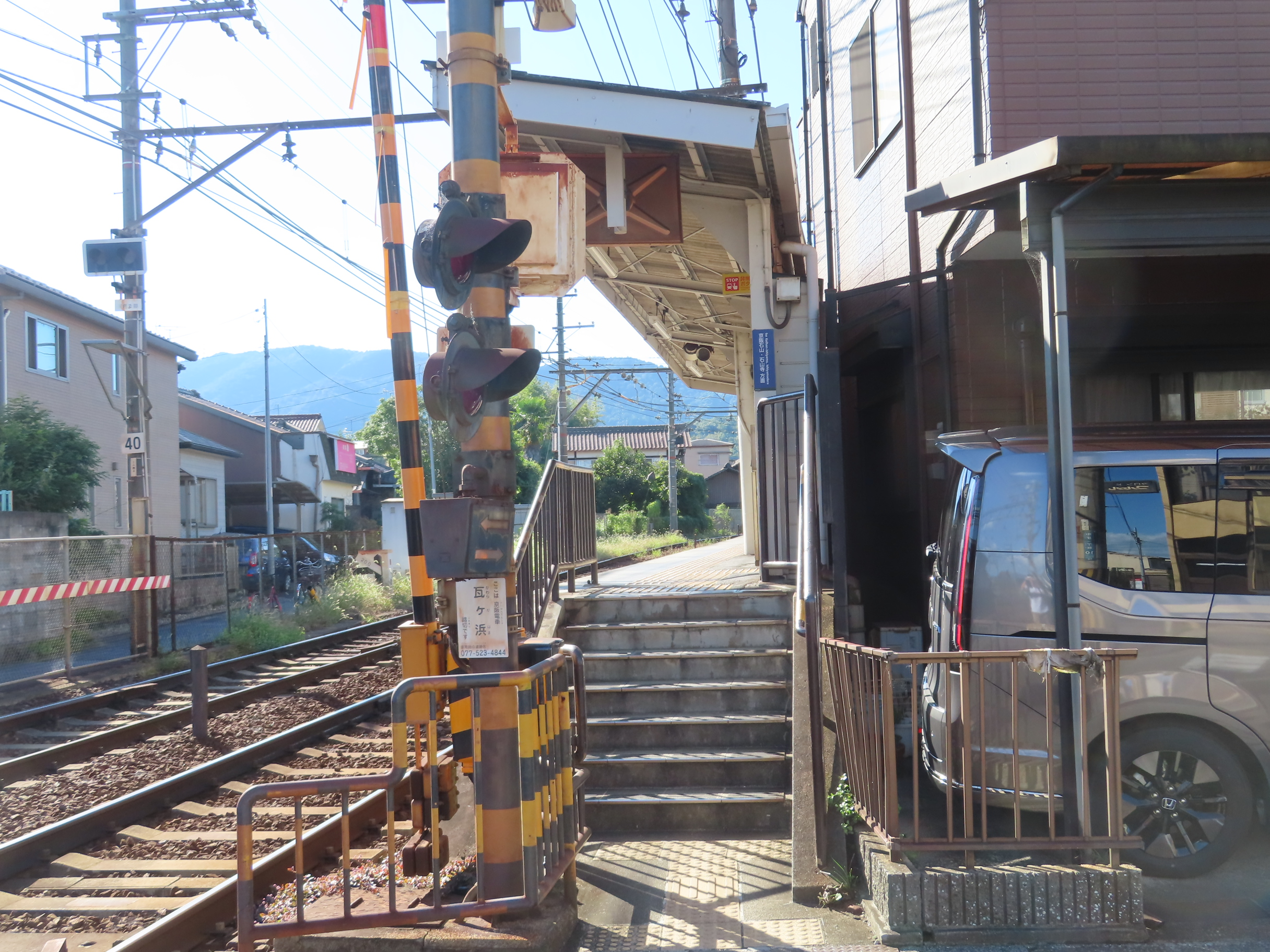
往石山寺方向的月台入口（2024年10月）

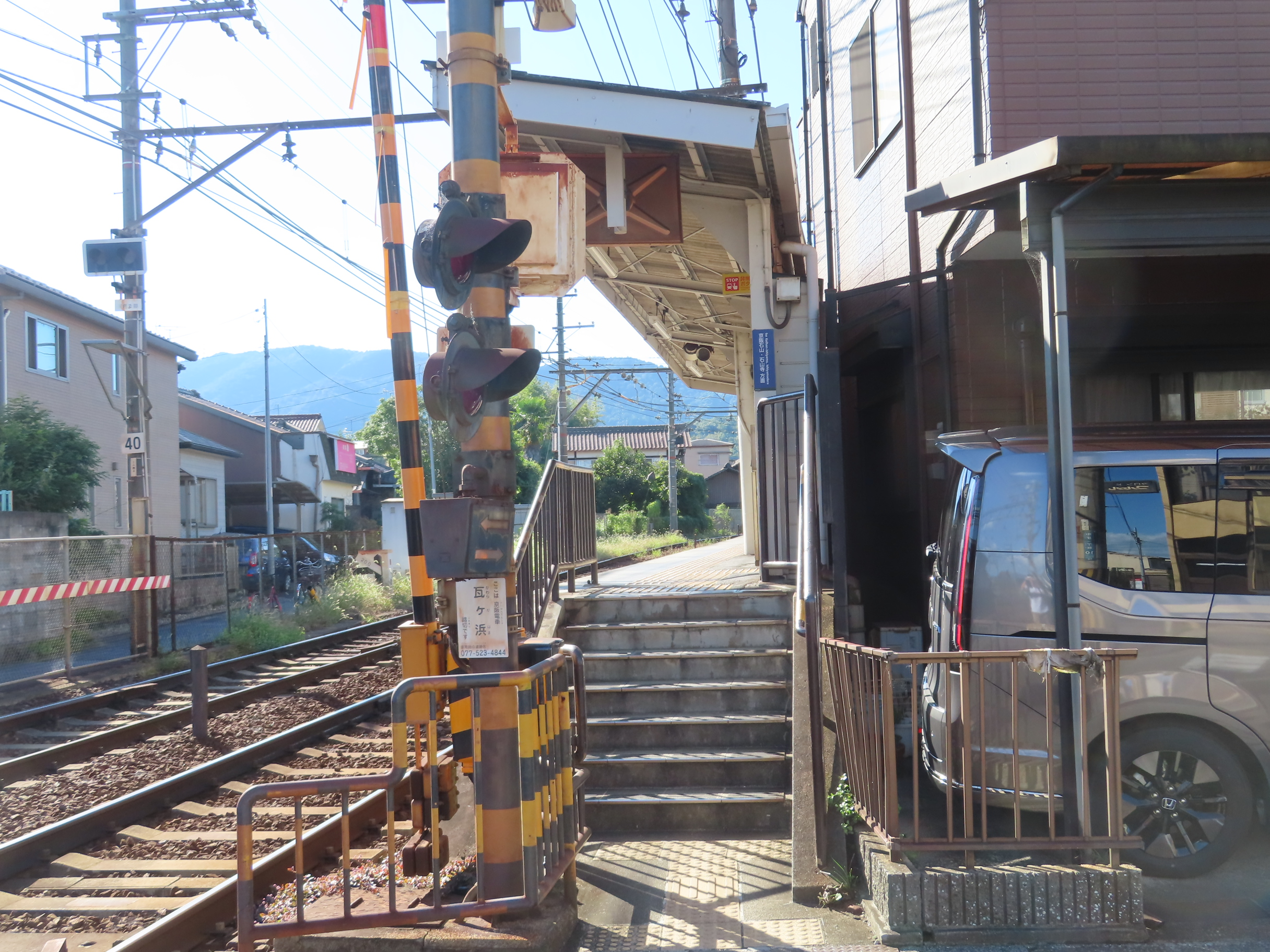
往石山寺方向的月台入口（2024年10月）

## 歷史
- 1914年（大正3年）1月17日 - 大津電車軌道別保（現時：粟津）站遷移同時此站啟用。（從前此站附近設有別保站。）
- 1927年（昭和2年）1月21日 - 公司合併後，成為琵琶湖鐵道汽船車站[3][4]。
- 1929年（昭和4年）4月11日 - 公司合併後，成為(舊)京阪電氣鐵道石山坂本線的車站[3][4]。
- 1943年（昭和18年）10月1日 - 公司合併後，成為京阪神急行電鐵（現時：阪急電鐵）的車站[3][5]。
- 1944年（昭和19年）8月15日 - 車站一度廢止。
- 1945年（昭和20年）12月1日 - 車站重開。
- 1949年（昭和24年）12月1日 - 公司分離後，成為(新)京阪電氣鐵道的車站[3][5]。

## 車站構造
本站是地面車站，設有2面2線的相對式月台（千鳥式月台）。兩月台之間相隔一座平交道，在平交道東邊為坂本方向月台，西邊為石山寺方向月台。兩月台均沒有閘口。此站是無人車站，月台上設有PiTaPa（ICOCA）專用的出入閘機。

### 月台
| 月台 | 路線        | 上下行 | 方向                                                                             | 備註                               |
| ---- | ----------- | ------ | -------------------------------------------------------------------------------- | ---------------------------------- |
| 東邊 | ▼石山坂本線 | 下行   | 琵琶湖濱大津、京阪大津京、坂本比叡山口方向 ▲京津線（ 地下鐵東西線 三條京阪）方向 | 京津線需要在琵琶湖濱大津站轉乘列車 |
| 西邊 | ▼石山坂本線 | 上行   | 石山寺方向                                                                       |                                    |

※月台可容納2卡列車。在旅客資訊上沒有編排月台編號。

## 車站周邊
- 大津中庄郵局
- 琵琶湖中央醫院
- 膳所燒美術館
- 杉浦重剛（日语：杉浦重剛）舊居
- 本多神社　祭祀膳所藩主「本多俊次（日语：本多俊次）」的神社
- 若宮八幡神社
- 蘆花淺水莊（日语：蘆花浅水荘）（記恩寺） 在大正時代建造，為日本畫家山元春舉（日语：山元春挙）的別墅。成為國家重要文化財。

參考資料。

## 相鄰車站
京阪電氣鐵道
▼石山坂本線
粟津（OT04）－瓦濱（OT05）－中之庄（OT06）

## 注腳
1. ↑  大津市統計年鑑
2. ↑  停車站資訊圖 （页面存档备份，存于）（日語） - 京阪電氣鐵道
3. 1 2 3 4  高橋 2017，第28頁.
4. 1 2  寺田 2013，第276頁.
5. 1 2  寺田 2013，第275頁.
6. ↑  大津線駅係員配置時間 （页面存档备份，存于）（日語）
7. ↑  在京阪電鐵車站設置的沿線情報誌《K PRESS》2013年6月號　「気になるあの駅散策マップ（6頁）」

## 外部連結
- 瓦濱 - 京阪電氣鐵道